# Scherma alla XV Universiade
Il torneo di scherma della XV Universiade si è svolto a Duisburg nella Germania Ovest nel 1989.

## Podi

### Uomini
| Evento                          | Oro                                                                                   | Argento           | Bronzo                                                                          |
| Fioretto individuale (dettagli) | Mauro Numa                                                                            | Zsolt Érsek       | Stefano Cerioni                                                                 |
| Sciabola individuale (dettagli) | Bence Szabó                                                                           | Tonhi Terenzi     | Jarosław Kisiel                                                                 |
| Spada individuale (dettagli)    | Carlos Pedroso                                                                        | Maurizio Randazzo | Wilfredo Loyola                                                                 |
| Fioretto a squadre (dettagli)   | Cuba                                                                                  | Ungheria          | Italia Andrea Borella Stefano Cerioni Federico Cervi Andrea Cipressa Mauro Numa |
| Sciabola a squadre (dettagli)   | Polonia                                                                               | Ungheria          | Italia Fabio Di Lauro Franzini Lucchina Tonhi Terenzi Virgilio                  |
| Spada a squadre (dettagli)      | Italia Sandro Cuomo Angelo Mazzoni Stefano Pantano Maurizio Randazzo Sandro Resegotti | Cuba              | Germania Ovest                                                                  |

### Donne
| Evento                          | Oro                                                                                             | Argento        | Bronzo            |
| Fioretto individuale (dettagli) | Diana Bianchedi                                                                                 | Zsuzsa Jánosi  | Giovanna Trillini |
| Spada individuale (dettagli)    | Diána Eöri                                                                                      | Taymi Chappé   | Wen Dong          |
| Fioretto a squadre (dettagli)   | Italia Diana Bianchedi Francesca Bortolozzi Lucia Traversa Giovanna Trillini Margherita Zalaffi | Germania Ovest | Cina              |
| Sciabola a squadre (dettagli)   | Ungheria                                                                                        | Polonia        | Svezia            |